# Brissac-Quincé
Brissac-Quincé è un ex comune francese di 3 054 abitanti situato nel dipartimento del Maine e Loira nella regione dei Paesi della Loira. Dal 15 dicembre 2016 è accorpato al nuovo comune di Brissac Loire Aubance insieme ai comuni di Les Alleuds, Charcé-Saint-Ellier-sur-Aubance, Chemellier, Coutures, Luigné, Saint-Rémy-la-Varenne, Saint-Saturnin-sur-Loire, Saulgé-l'Hôpital e Vauchrétien

## Origini del nome
Il nome "Brissac" deriva da un mugnaio della zona (qui erano presenti, in passato, molti mulini) che, per ingannare i clienti, spesso forava i sacchi di farina (in francese Brêche-Sac, cioè "sacco strappato").

## Società

### Evoluzione demografica
Abitanti censiti

## Amministrazione

### Gemellaggi
Brissac-Quincé è gemellata con:
- Caluso